# Contea di Orange (Texas)
La contea di Orange in inglese Orange County è una contea dello Stato del Texas, negli Stati Uniti. La popolazione al censimento del 2010 era di 81 837 abitanti. Il capoluogo di contea è Orange.

## Geografia fisica
| Anno | Popolazione | ±%     |
| ---- | ----------- | ------ |
| 1860 | 1,916       | Note:  |
| 1870 | 1,255       | −34.5% |
| 1880 | 2,938       | 134.1% |
| 1890 | 4,770       | 62.4%  |
| 1900 | 5,905       | 23.8%  |
| 1910 | 9,528       | 61.4%  |
| 1920 | 15,379      | 61.4%  |
| 1930 | 15,149      | −1.5%  |
| 1940 | 17,382      | 14.7%  |
| 1950 | 40,567      | 133.4% |
| 1960 | 60,357      | 48.8%  |
| 1970 | 71,170      | 17.9%  |
| 1980 | 83,838      | 17.8%  |
| 1990 | 80,509      | −4.0%  |
| 2000 | 84,966      | 5.5%   |
| 2010 | 81,837      | −3.7%  |

Secondo l'Ufficio del censimento degli Stati Uniti d'America la contea ha un'area totale di 380 miglia quadrate (980 km²), di cui 334 miglia quadrate (870 km²) sono terra, mentre 46 miglia quadrate (120 km², corrispondenti al 12% del territorio) sono costituiti dall'acqua.

### Contee adiacenti
- Jasper County (nord)
- Newton County (nord)
- Hardin County (nord-ovest)
- Jefferson County (ovest)
- Calcasieu Parish (est), Louisiana
- Cameron Parish (sud-est), Louisiana

### Aree nazionali protette
- Big Thicket National Preserve (BITH)

## Infrastrutture e trasporti

### Aeroporti
Nella contea è attivo l'Orange County Airport. Inoltre nella zona opera, sempre con voli commerciali, anche il Southeast Texas Regional Airport chiamato anche Jack Brooks Regional Airport.

### Strade principali
- Interstate 10
- U.S. Highway 90
- State Highway 12
- State Highway 62
- State Highway 73
- State Highway 87

## Istruzione
Nella contea si contano i seguenti distretti scolastici: 
- Bridge City ISD
- Little Cypress-Mauriceville Consolidated ISD
- Orangefield ISD
- Vidor ISD
- West Orange-Cove Consolidated ISD